# الکساندرا براون
 الکساندرا براون (انگلیسی: Alexandra Braun؛ زادهٔ ۱۹ مهٔ ۱۹۸۳) هنرپیشه و ملکه زیبایی اهل ونزوئلا است. او در سال ۲۰۰۵ برنده مسابقه دوشیزه زمین شد.